# Welsh curlingteam (vrouwen)
Het Welshe curlingteam vertegenwoordigt Wales in internationale curlingwedstrijden.

## Geschiedenis
Wales nam voor het eerst deel aan een internationaal toernooi tijdens het Europees kampioenschap van 1980, in de Deense hoofdstad Kopenhagen. Een succesvol debuut werd het niet: Wales kon amper een van z'n tien wedstrijden winnen, en kreeg onder andere een 17-1-pandoering van Zwitserland. Een jaar later eindigde het team van skip Jean King op de achtste plaats, en dit is nog steeds het beste eindresultaat in de geschiedenis van het Welshe curling. Ook de volgende jaren bengelde Wales immers in de onderste regionen van het klassement. In 1988, 1991 en 1993 was Wales al afwezig, maar na 1994 nam het land acht jaar lang niet meer deel aan het EK. Het wederoptreden in 2002 was wel succesvol: Wales eindigde op de tweede plek in de B-divisie, en miste zo maar net promotie naar het hoogste niveau. In 2003 werd hetzelfde scenario gevolgd, waarna het Welshe team zich wederom voor lange tijd terugtrok uit de curlingwereld. In 2009 maakte het team een zoveelste comeback, maar op drie jaar tijd was de zeventiende plek het hoogst haalbare. Daarna was het wachten tot 2022 vooraleer Wales zijn wederoptreden maakte op het internationale curlingtoneel. Na drie deelnames trok Wales zich evenwel wederom terug.
Voor het wereldkampioenschap kon Wales zich nog nooit plaatsen, en aangezien Wales op de Olympische Spelen deel uitmaakt van het Britse curlingteam, kan het niet afzonderlijk deelnemen aan de Winterspelen.

## Wales op het Europees kampioenschap
| Jaar | Plaats        | Skip                 | WG            | W             | V             | PV            | PT            |
| ---- | ------------- | -------------------- | ------------- | ------------- | ------------- | ------------- | ------------- |
| 1975 | Geen deelname | Geen deelname        | Geen deelname | Geen deelname | Geen deelname | Geen deelname | Geen deelname |
| 1976 | Geen deelname | Geen deelname        | Geen deelname | Geen deelname | Geen deelname | Geen deelname | Geen deelname |
| 1977 | Geen deelname | Geen deelname        | Geen deelname | Geen deelname | Geen deelname | Geen deelname | Geen deelname |
| 1978 | Geen deelname | Geen deelname        | Geen deelname | Geen deelname | Geen deelname | Geen deelname | Geen deelname |
| 1979 | Geen deelname | Geen deelname        | Geen deelname | Geen deelname | Geen deelname | Geen deelname | Geen deelname |
| 1980 | 10            | Jean King            | 10            | 1             | 9             | 40            | 130           |
| 1981 | 8             | Jean King            | 6             | 2             | 4             | 29            | 48            |
| 1982 | 13            | Anne Stone           | 6             | 1             | 5             | 39            | 67            |
| 1983 | 10            | Elizabeth Hunt       | 7             | 1             | 6             | 29            | 55            |
| 1984 | 11            | Elizabeth Hunt       | 7             | 2             | 5             | 37            | 66            |
| 1985 | 14            | Jean King            | 8             | 2             | 6             | 39            | 72            |
| 1986 | 13            | Elizabeth Hunt       | 5             | 0             | 5             | 21            | 51            |
| 1987 | 13            | Helen Lyon           | 6             | 1             | 5             | 16            | 59            |
| 1988 | Geen deelname | Geen deelname        | Geen deelname | Geen deelname | Geen deelname | Geen deelname | Geen deelname |
| 1989 | 10            | Helen Lyon           | 6             | 2             | 4             | 26            | 56            |
| 1990 | 10            | Hilary Davis         | 6             | 2             | 4             | 29            | 50            |
| 1991 | Geen deelname | Geen deelname        | Geen deelname | Geen deelname | Geen deelname | Geen deelname | Geen deelname |
| 1992 | 12            | Hilary Alison Davis  | 6             | 2             | 4             | 40            | 57            |
| 1993 | Geen deelname | Geen deelname        | Geen deelname | Geen deelname | Geen deelname | Geen deelname | Geen deelname |
| 1994 | 17            | Anne-Marie Christian | 4             | 1             | 3             | 34            | 34            |
| 1995 | Geen deelname | Geen deelname        | Geen deelname | Geen deelname | Geen deelname | Geen deelname | Geen deelname |
| 1996 | Geen deelname | Geen deelname        | Geen deelname | Geen deelname | Geen deelname | Geen deelname | Geen deelname |
| 1997 | Geen deelname | Geen deelname        | Geen deelname | Geen deelname | Geen deelname | Geen deelname | Geen deelname |
| 1998 | Geen deelname | Geen deelname        | Geen deelname | Geen deelname | Geen deelname | Geen deelname | Geen deelname |
| 1999 | Geen deelname | Geen deelname        | Geen deelname | Geen deelname | Geen deelname | Geen deelname | Geen deelname |

| Jaar | Plaats        | Skip           | WG            | W             | V             | PV            | PT            |
| ---- | ------------- | -------------- | ------------- | ------------- | ------------- | ------------- | ------------- |
| 2000 | Geen deelname | Geen deelname  | Geen deelname | Geen deelname | Geen deelname | Geen deelname | Geen deelname |
| 2001 | Geen deelname | Geen deelname  | Geen deelname | Geen deelname | Geen deelname | Geen deelname | Geen deelname |
| 2002 | 13            | Lesley Gregory | 9             | 7             | 2             | 88            | 60            |
| 2003 | 13            | Lesley Gregory | 10            | 6             | 4             | 80            | 59            |
| 2004 | Geen deelname | Geen deelname  | Geen deelname | Geen deelname | Geen deelname | Geen deelname | Geen deelname |
| 2005 | Geen deelname | Geen deelname  | Geen deelname | Geen deelname | Geen deelname | Geen deelname | Geen deelname |
| 2006 | Geen deelname | Geen deelname  | Geen deelname | Geen deelname | Geen deelname | Geen deelname | Geen deelname |
| 2007 | Geen deelname | Geen deelname  | Geen deelname | Geen deelname | Geen deelname | Geen deelname | Geen deelname |
| 2008 | Geen deelname | Geen deelname  | Geen deelname | Geen deelname | Geen deelname | Geen deelname | Geen deelname |
| 2009 | 17            | Laura Beever   | 5             | 2             | 3             | 26            | 40            |
| 2010 | 18            | Laura Beever   | 10            | 3             | 7             | 58            | 85            |
| 2011 | 20            | Laura Beever   | 9             | 0             | 9             | 28            | 96            |
| 2012 | Geen deelname | Geen deelname  | Geen deelname | Geen deelname | Geen deelname | Geen deelname | Geen deelname |
| 2013 | Geen deelname | Geen deelname  | Geen deelname | Geen deelname | Geen deelname | Geen deelname | Geen deelname |
| 2014 | Geen deelname | Geen deelname  | Geen deelname | Geen deelname | Geen deelname | Geen deelname | Geen deelname |
| 2015 | Geen deelname | Geen deelname  | Geen deelname | Geen deelname | Geen deelname | Geen deelname | Geen deelname |
| 2016 | Geen deelname | Geen deelname  | Geen deelname | Geen deelname | Geen deelname | Geen deelname | Geen deelname |
| 2017 | Geen deelname | Geen deelname  | Geen deelname | Geen deelname | Geen deelname | Geen deelname | Geen deelname |
| 2018 | Geen deelname | Geen deelname  | Geen deelname | Geen deelname | Geen deelname | Geen deelname | Geen deelname |
| 2019 | Geen deelname | Geen deelname  | Geen deelname | Geen deelname | Geen deelname | Geen deelname | Geen deelname |
| 2021 | Geen deelname | Geen deelname  | Geen deelname | Geen deelname | Geen deelname | Geen deelname | Geen deelname |
| 2022 | 23            | Laura Beever   | 7             | 2             | 5             | 36            | 46            |
| 2023 | 27            | Laura Beever   | 9             | 3             | 6             | 57            | 60            |
| 2024 | 21            | Laura Beever   | 11            | 7             | 4             | 71            | 56            |
| 2025 | Geen deelname | Geen deelname  | Geen deelname | Geen deelname | Geen deelname | Geen deelname | Geen deelname |

Andorra · Australië · België · Brazilië · Bulgarije · Canada · China · Chinees Taipei · Denemarken · Duitsland · Engeland · Estland · Filipijnen · Finland · Frankrijk · Groot-Brittannië · Hongarije · Hongkong · Ierland · Israël · Italië · Jamaica · Japan · Kazachstan · Kenia · Kroatië · Letland · Litouwen · Luxemburg · Mexico · Nederland · Nieuw-Zeeland · Nigeria · Noorwegen · Oekraïne · Oostenrijk · Polen · Portugal · Qatar · Roemenië · Rusland · Schotland · Servië · Slovenië · Slowakije · Spanje · Thailand · Tsjechië · Tsjecho-Slowakije · Turkije · Verenigde Staten · Wales · Wit-Rusland · Zuid-Korea · Zweden · Zwitserland